# Gustaf Fredrik Gyllenborg

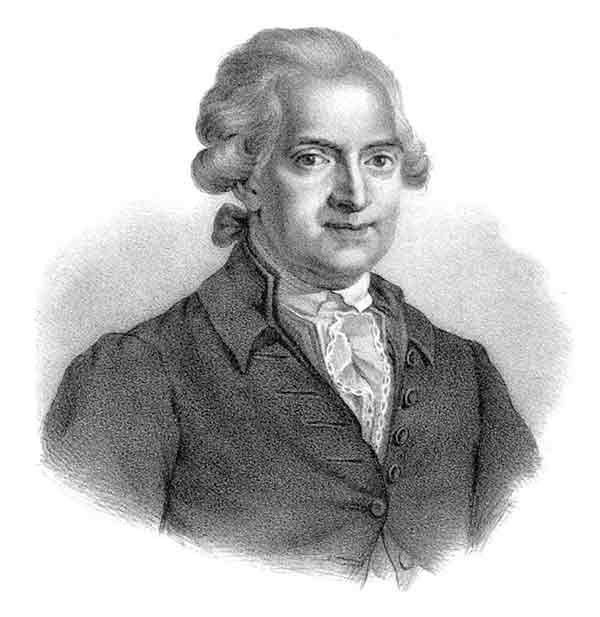
Litografía que representa a Gustaf Fredrik Gyllenborg

Gustaf Fredrik Gyllenborg (Suinstad, 25 de noviembre de 1731-Estocolmo, 30 de marzo de 1808) fue un poeta sueco de la ilustración, tío del también poeta Johan Gabriel Oxenstierna (1750-1818).

## Biografía
Era hijo del consejero Johan Gyllenborg y de Margareta von Eleonora Beijer. Frecuentó las universidades de Uppsala y de Lund; de esta última llegó a ser rector. Formó parte  junto con su amigo el poeta y diplomático Gustaf Philip Creutz de la Tankebyggarorden ("Orden de los Constructores del Pensamiento"), uno de los primeros grupos literarios fundados para introducir la Ilustración en Suecia y dirigió en sus inicios la Real Academia de Ciencias de Suecia y luego la Academia Sueca. Escribió sátiras al estilo de Horacio, Juvenal y Nicolás Boileau y fue fuertemente influido por la lectura de Jean-Jacques Rousseau, cuya visión pesimista de la humanidad adoptó. Escribió mucho teatro que hoy en día permanece bastante olvidado, pero aún se lee bastante su poesía, en especial sus populares fábulas. 
Son sus trabajos más conocidos Verldsföraktaren ("El despreciador del mundo"), Ode öfver själens styrka ("La fuerza del alma"), Vinter-Qvädet ("La estación del invierno"), el poema didáctico Menninskians elände ("La miseria del hombre", 1762), donde demostró ser un escritor de inspiración franca y austera, que unía con habilidad la tradición formal de la literatura sueca con las innovaciones provenientes de Francia.